# Codes postaux au Vietnam
La liste qui suit donne les deux premiers indicatifs du code postal pour les différentes régions du Vietnam.

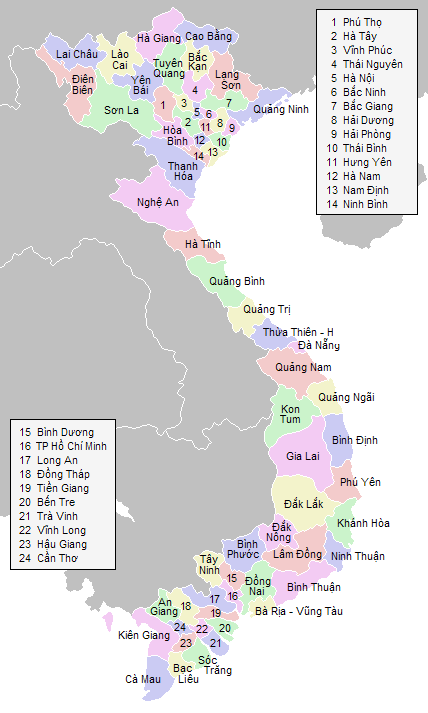
Provinces du Vietnam.

| Région/Province   | Code postal     |
| ----------------- | --------------- |
| An Giang          | 88xxxx          |
| Bắc Giang         | 23xxxx          |
| Bắc Kạn           | 96xxxx          |
| Bạc Liêu          | 26xxxx          |
| Bắc Ninh          | 22xxxx          |
| Bà Rịa–Vũng Tàu   | 79xxxx          |
| Bến Tre           | 93xxxx          |
| Bình Định         | 59xxxx          |
| Bình Dương        | 82xxxx          |
| Bình Phước        | 83xxxx          |
| Bình Thuận        | 80xxxx          |
| Cà Mau            | 97xxxx          |
| Cần Thơ           | 90xxxx          |
| Cao Bằng          | 27xxxx          |
| Da Nang           | 55xxxx          |
| Đắk Lắk           | 63xxxx          |
| Đắk Nông          | 64xxxx          |
| Điện Biên         | 38xxxx          |
| Đồng Nai          | 71xxxx          |
| Đồng Tháp         | 87xxxx          |
| Gia Lai           | 60xxxx          |
| Hà Giang          | 31xxxx          |
| Hà Nam            | 40xxxx          |
| Hà Tĩnh           | 48xxxx          |
| Hải Dương         | 17xxxx          |
| Hai Phong         | 18xxxx          |
| Hanoi             | 10xxxx – 15xxxx |
| Hậu Giang         | 91xxxx          |
| Hòa Bình          | 35xxxx          |
| Ho Chi Minh Ville | 70xxxx – 76xxxx |
| Hưng Yên          | 16xxxx          |
| Khánh Hòa         | 65xxxx          |
| Kiên Giang        | 92xxxx          |
| Kon Tum           | 58xxxx          |
| Lai Châu          | 39xxxx          |
| Lâm Đồng          | 67xxxx          |
| Lạng Sơn          | 24xxxx          |
| Lào Cai           | 33xxxx          |
| Long An           | 85xxxx          |
| Nam Định          | 42xxxx          |
| Nghệ An           | 46xxxx – 47xxxx |
| Ninh Bình         | 43xxxx          |
| Ninh Thuận        | 66xxxx          |
| Phú Thọ           | 29xxxx          |
| Phú Yên           | 62xxxx          |
| Quảng Bình        | 51xxxx          |
| Quảng Nam         | 56xxxx          |
| Quảng Ngãi        | 57xxxx          |
| Quảng Ninh        | 20xxxx          |
| Quảng Trị         | 52xxxx          |
| Sóc Trăng         | 95xxxx          |
| Sơn La            | 36xxxx          |
| Tây Ninh          | 84xxxx          |
| Thái Bình         | 41xxxx          |
| Thái Nguyên       | 25xxxx          |
| Thanh Hóa         | 44xxxx – 45xxxx |
| Thừa Thiên–Huế    | 53xxxx          |
| Tiền Giang        | 86xxxx          |
| Trà Vinh          | 94xxxx          |
| Tuyên Quang       | 30xxxx          |
| Vĩnh Long         | 89xxxx          |
| Vĩnh Phúc         | 28xxxx          |
| Yên Bái           | 32xxxx          |